# Roman sensible

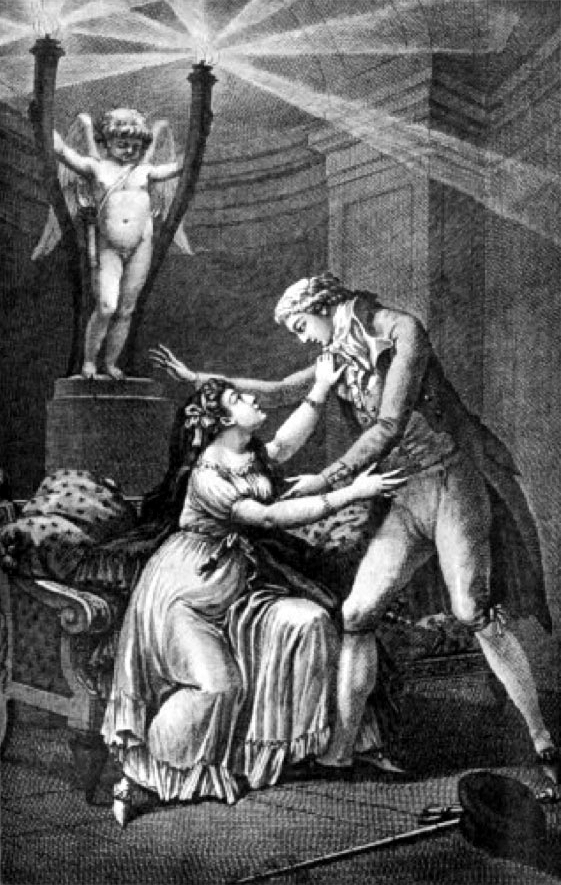
Les Liaisons Dangereuses, lettre X, 1796.

Le roman sensible est un genre littéraire occidental s'intéressant principalement aux situations pathétiques.

## Stéréotypes
Il emploie de nombreux stéréotypes :
- le grand seigneur libertin ;
- la jeune fille innocente ;
- le jeune homme candide et amoureux qui se sacrifie au nom de l'amour.

## Exemples
(mars 2022).
Quelques titres considérés comme des classiques du genre : 
- L'Ingénu de Voltaire
- Paméla ou la Vertu récompensée de Samuel Richardson
- Clarisse Harlowe de Samuel Richardson
- Julie ou la Nouvelle Héloïse de Jean-Jacques Rousseau